# Hans Nottelmann der Jüngere
Hans Nottelmann der Jüngere (auch: Hans Notelmann; begraben am 15. März 1646 in Hannover) war ein deutscher Münz-Wardein und insbesondere Bildhauer, der dem Stil der Renaissance zuzuordnen ist.

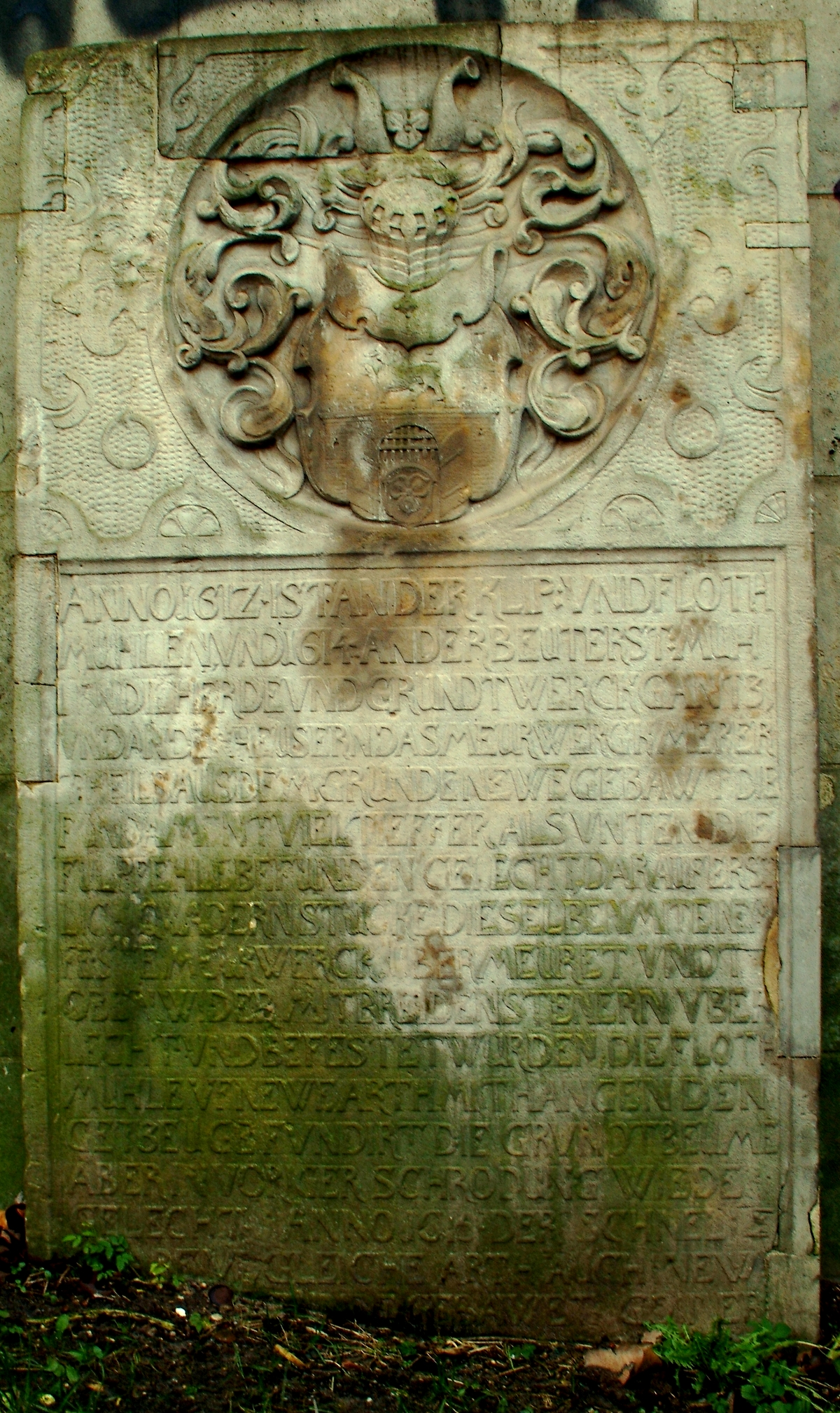
1615 von Hans Nottelmann gehauen: Inschriften-Tafel zum Bau der ehemaligen Klickmühle in Hannover; vor der Unterführung am Leineufer gegenüber dem Leineschloss

Er war verwandt mit Hans Nottelmann dem Älteren. Um 1620 löste er den späteren Münzmeister Tönnies Bremer in dessen Funktion als städtischer Wardein ab.

## Bekannte Werke
- 1605 schuf Hans Nottelmann am Alten Rathaus von Hannover neue Fenstergewände.[4] Bei der Restaurierung des Alten Rathauses durch Conrad Wilhelm Hase 1877 bis 1882 wurden die sandsteinernen Gewände wieder entfernt und dann in das 1883/84 erbaute Wohnhaus mitsamt Fensterpfosten in der Hinüberstraße 20 integriert. Die Bauteile des denkmalgeschützten Gebäudes sind „eine der wenigen originalen Überreste der aufwendigen hannoverschen Renaissancebauten, die in Verbindung mit der engen historischen Renaissance-Nachempfindung des Wohnhauses den Zweiten Weltkrieg überstanden“ haben.[5][6] Die Bauteile waren 1877 von einem Mitarbeiter von Max Kolde, der das Wohnhaus in reinen Weserrenaissanceformen errichtete, ausgebaut worden.[7]
- 1610 schuf Hans Nottelmann ein von zwei Löwen gehaltenes Stadtwappen, das ebenfalls im Haus Hinüberstraße 20 integriert ist.[7][8]
- Der Denkmalpfleger Arnold Nöldeke schrieb in seiner 1932 erschienenen Bestandserfassung Die Kunstdenkmäler der ... Stadt Hannover, der Bildhauer Hans Nottelmann habe 1615 die Inschriftentafel der ehemaligen Klickmühle in Hannover angefertigt.[9] Nach den Luftangriffen auf Hannover im Zweiten Weltkrieg blieb eine erneute „Durchsicht der einschlägigen Archivalien [...] jedoch ergebnislos“.[1]

## Ehrungen
Der 1934 geplante Nottelmannplatz nördlich der Nottelmannufer in Hannover-Bothfeld ehrte mit seiner Namensgebung einen der beiden Bildhauer. Der Platz wurde 1956 aufgehoben.